# Калиш
Ка̀лиш (на полски: Kalisz; на немски: Kalisch) е град в Централна Полша, Великополско войводство. Административно е обособен в отделен окръг с площ 69,42 км2. Също така е административен център на Калишки окръг без да е част от него.

## География
Градът се намира в югоизточната част на войводството край река Просна.

## История
Калиш е споменат за първи път от географа Клавдий Птолемей през II век пр.н.е. Има статут на град от 1257 година.

## Население
Населението на града възлиза на 105 122 души (2012). Гъстотата е 1 514 души/км2.
Демография:
- 1860 – 12 835 души
- 1914 – 68 000 души
- 1939 – 81 000 души
- 1946 – 48 029 души
- 1950 – 55 542 души
- 1960 – 69 946 души
- 1970 – 81 454 души
- 1980 – 98 921 души
- 2000 – 110 104 души
- 2008 – 107 140 души

## Личности

### Родени в града
- Адам Асник (1838 – 1897 г.), писател
- Станислав Войчеховски (1869 – 1953 г.), президент на Полша от 1922 до 1926 г.
- Зджислава Сошницка (род. 1945 г.), певица и композиторка

## Побратимени градове
- Адрия, Италия
- Престън, Англия
- Ерфурт, Германия
- Хам, Германия
- Hautmont, Франция
- Heerhugowaard, Нидерландия
- Каменец Подолски, Украйна
- Ла Лувиер, Белгия
- Мартин, Словакия
- Район Фрузенски – Минск, Беларус
- Саутхамптън, Англия
- Сентендре, Унгария
- Тонгерен, Белгия

## Фотогалерия
- Река „Просна“
- Театър „Войчех Богуславски“
- Църква „Св. Йосиф“